# Legalizzazione
Il termine legalizzazione, in diritto, si riferisce a diversi procedimenti.

## Tipologie
Generalmente il termine fa riferimento a:
- Legalizzazione di condotta: ciò significa che un comportamento prima vietato (al di fuori della legge), diventa permesso.
- Legalizzazione di un documento: un documento è soggetto a requisiti formali per essere considerato valido.

### Legalizzazione di condotta
La legalizzazione di condotta sancisce l'avvenuta ammissibilità di effettuare un atto prima illegale, e dunque la sua depenalizzazione. Una condotta che è stata offesa penale o amministrativa, dopo la legalizzazione può essere liberamente effettuata. 
In genere, date le caratteristiche del diritto penale, la legalizzazione ha effetto retroattivo, e porta alla cancellazione delle condanne per quegli atti che non costituiscono più reato. 
Alcuni esempi sono la legalizzazione del divorzio, dell'aborto, della prostituzione o del possesso di stupefacenti.

### Legalizzazione di un documento
Nel diritto internazionale, la legalizzazione è il processo di certificazione di un documento in modo che sia ufficialmente riconosciuto da un sistema giuridico in un paese straniero, di solito attraverso i canali diplomatici. 
La procedura per la legalizzazione di un documento di stranieri varia da paese a paese. A seguito della Convenzione per l'eliminazione del requisito della legalizzazione dei documenti pubblici esteri, questa procedura nei paesi firmatari dell'accordo è stata sostituita con l'uso del apostille.